# Nikolaj Jakovlevič Danilevskij
Nikolaj Jakovlevič Danilevskij (1822 – 1885) è stato un politico e saggista russo.
Danilevskij è ricordato soprattutto come esponente delle teorie panslavistiche e filoslave esposte nel suo scritto Russia ed Europa (1869), nel quale sostenne la sostituzione della civiltà slava alla civiltà occidentale. Fu fautore di una federazione slava con a capo la Russia e Costantinopoli per capitale. Sostenitore della liberazione dai turchi dell'antica capitale dell'Impero Romano d'Oriente, scrisse infatti: «L’attuale nome turco Istambul, è solo un marchio d’infamia. Non ha mai ottenuto cittadinanza universale; il suo valore è unicamente locale ed è destinato a scomparire insieme ai conquistatori. È un nome che ha carattere provvisorio, così come provvisorio è il ruolo dei turchi nella questione orientale. D’altra parte l’intero Maomettanesimo non è che un episodio della storia universale. Ma la capitale del Bosforo non è solo una città del passato: il futuro le appartiene. E gli slavi, come se avessero avuto un presentimento della sua e della loro futura grandezza, l’hanno profeticamente chiamata Car’-grad. Questo nome, per il suo significato e per il fatto di essere slavo, è la futura denominazione della città».
Esercitò la sua influenza su molti letterati dell'epoca, in particolare su Dostoevskij.
Fu un sostenitore di spicco della teoria delle "specie chiuse", secondo la quale il concetto di umanità è ascrivibile ad una commistione ed interazione del tutto casuale di popoli e tribù che si sono, socialmente e culturalmente, sviluppati indipendentemente gli uni dagli altri. Secondo Danilevskij solo i russi, uniti agli slavi in generale, possono sviluppare armonicamente un'unione di religione, politica, cultura e sviluppo sociale.